# Elecciones regionales de Ica de 2022
Las elecciones regionales de Ica de 2022 se llevaron a cabo el 2 de octubre de 2022 para elegir al gobernador regional, al vicegobernador regional y al Consejo Regional para el periodo 2023-2026. La elección se celebró simultáneamente con elecciones regionales y municipales (provinciales y distritales) en todo el Perú.

## Sistema electoral
El Gobierno Regional de Ica es el órgano administrativo y de gobierno del departamento de Ica. Está compuesto por el gobernador regional, el vicegobernador regional y el Consejo Regional.
La votación se realiza en base al sufragio universal, que comprende a todos los ciudadanos nacionales mayores de dieciocho años, empadronados y residentes en el departamento de Ica y en pleno goce de sus derechos políticos.
El gobernador y vicegobernador regional son elegidos por sufragio directo. Para que un candidato sea proclamado ganador debe obtener no menos de 30 % de votos válidos. En caso ningún candidato logre ese porcentaje en la primera vuelta electoral, los dos candidatos más votados participan en una segunda vuelta o balotaje. No hay reelección inmediata de gobernadores regionales.
El Consejo Regional de Ica está compuesto por 11 consejeros elegidos por sufragio directo para un período de cuatro (4) años. La votación es por lista cerrada y bloqueada. Cada provincia del departamento de Ica constituye una circunscripción electoral. Se asigna a la lista ganadora los escaños según el método d'Hondt. La distribución y el número de consejeros regionales es la siguiente:
| Circunscripción | Escaños | Mapa |
| --------------- | ------- | ---- |
| Chincha(+2)     | 4       |      |
| Ica             | 3       |      |
| Pisco           | 2       |      |
| Nasca y Palpa   | 1       |      |

## Composición del Consejo Regional de Ica
La siguiente tabla muestra la composición del Consejo Regional de Ica antes de las elecciones.
| Partidos | Partidos                                    | Consejeros |
| -------- | ------------------------------------------- | ---------- |
|          | Movimiento Regional Obras por la Modernidad | 5          |
|          | Avanza País                                 | 2          |
|          | Unidos por la Región                        | 1          |
|          | Fuerza Popular                              | 1          |

## Elecciones internas
Los partidos políticos realizaron la convocatoria a elecciones internas (15–22 de enero de 2022) para definir a los candidatos de sus organizaciones en listas cerradas y bloqueadas. Se sometieron a elección las candidaturas a:
- Gobernador y vicegobernador regional de Ica (2 candidaturas).
- Consejo Regional de Ica (11 candidaturas).

Existen dos modalidades para la organización de las elecciones internas:
- Modalidad de elección directa: con voto universal, libre, voluntario, igual, directo y secreto de los afiliados. Fue la modalidad utilizada por Somos Perú[5] y Alianza para el Progreso.[6] Las elecciones se realizaron el 15 de mayo de 2022.
- Modalidad de delegados: a través de delegados previamente elegidos mediante voto universal, libre, voluntario, igual, directo y secreto de los afiliados. Fue la modalidad utilizada por Movimiento Regional Obras por la Modernidad,[7] Fuerza Popular,[8] Uno por Ica[9] y Renovación Popular.[10] Las elecciones se realizaron el 22 de mayo de 2022.

## Partidos y candidatos
A continuación, se muestra una lista de los principales partidos y alianzas electorales que participan en las elecciones:
| Candidatura | Candidatura | Partidos y alianzas                                     | Candidatos | Candidatos             | Ideología                                                          | Resultado previo | Resultado previo | Ref.   |
| Candidatura | Candidatura | Partidos y alianzas                                     | Candidatos | Candidatos             | Ideología                                                          | Votos (%)        | Con.             | Ref.   |
| ----------- | ----------- | ------------------------------------------------------- | ---------- | ---------------------- | ------------------------------------------------------------------ | ---------------- | ---------------- | ------ |
|             | G           | Lista - Movimiento Regional Obras por la Modernidad (G) |            | Javier Cornejo Ventura | Regionalismo iqueño                                                | 33.20%           | 5                | [ 11 ] |
|             | FP          | Lista - Fuerza Popular (FP)                             |            | José Yamashiro Oré     | Fujimorismo Conservadurismo social Populismo de derecha            | 14.34%           | 1                | [ 12 ] |
|             | APP         | Lista - Alianza para el Progreso (APP)                  |            | Juan Mendoza Uribe     | Liberalismo económico Conservadurismo liberal Populismo de derecha | 3.58%            | 0                | [ 13 ] |
|             | SP          | Lista - Somos Perú (SP)                                 |            | Alberto Oliva Corrales | Democracia cristiana Conservadurismo social                        | Nuevo            | Nuevo            | [ 12 ] |
|             | U           | Lista - Uno por Ica (U)                                 |            | Jorge Hurtado Herrera  | Regionalismo iqueño                                                | Nuevo            | Nuevo            | [ 14 ] |

## Sondeos de opinión
Las siguientes tablas enumeran las estimaciones de la intención de voto en orden cronológico inverso, mostrando las más recientes primero y utilizando las fechas en las que se realizó el trabajo de campo de la encuesta. Cuando se desconocen las fechas del trabajo de campo, se proporciona la fecha de publicación.
Leyenda:
     Sondeo realizado en el periodo de prohibición legal de la difusión de sondeos de intención de voto.

### Intención de voto
La siguiente tabla enumera las estimaciones ponderadas (sin incluir votos en blanco y nulos) de la intención de voto.
|                               |                |      |      |      |      |      |      |      |  |  |  |  |  |  |  |
| Elecciones regionales de 2022 | 2 oct 2022     | —    | 36.9 | 33.4 | 14.1 | 11.9 | 3.7  | 3.5  |  |  |  |  |  |  |  |
|                               |                |      |      |      |      |      |      |      |  |  |  |  |  |  |  |
| Ipsos Perú/América            | 2 oct 2022     | ?    | 35.5 | 34.5 | 13.6 | 11.9 | 4.5  | 1.0  |  |  |  |  |  |  |  |
| Ipsos Perú/América            | 2 oct 2022     | ?    | 36.4 | 29.4 | 17.5 | 10.4 | 6.3  | 7.0  |  |  |  |  |  |  |  |
| El Poder de La Gente          | 22–23 sep 2022 | 2600 | 23.1 | 21.0 | 25.4 | 17.5 | 13.0 | 2.3  |  |  |  |  |  |  |  |
| Pulso Nacional                | 12–22 sep 2022 | 6000 | 32.5 | 21.3 | 15.8 | 16.2 | 14.2 | 11.2 |  |  |  |  |  |  |  |
| El Poder de La Gente          | 10–11 sep 2022 | 2400 | 29.6 | 24.8 | 26.6 | 9.2  | 9.9  | 3.0  |  |  |  |  |  |  |  |
| Pulso Nacional                | 22–30 ago 2022 | 600  | 30.8 | 20.9 | 17.0 | 17.3 | 14.0 | 9.9  |  |  |  |  |  |  |  |
| Pentamarketing Perú           | 20–21 ago 2022 | 800  | 23.9 | 20.2 | 29.4 | 15.9 | 10.6 | 5.5  |  |  |  |  |  |  |  |
| Luna Consultores/Cadena Sur   | 20–22 jul 2022 | 1000 | 18.8 | 16.1 | 16.8 | 14.4 | 14.4 | 2.0  |  |  |  |  |  |  |  |
| Videre                        | 25–29 jun 2022 | 600  | 35.1 | 10.8 | 27.0 | 5.4  | 8.1  | 8.1  |  |  |  |  |  |  |  |
| Luna Consultores/Cadena Sur   | 11–13 jun 2022 | 1000 | 18.5 | 7.8  | 15.6 | 4.1  | 15.2 | 2.9  |  |  |  |  |  |  |  |
| Pentamarketing Perú           | 11–12 jun 2022 | 500  | 26.9 | 15.8 | 33.6 | 4.7  | 3.5  | 6.7  |  |  |  |  |  |  |  |
| El Poder de La Gente          | 26–27 may 2022 | 826  | 27.1 | 23.9 | 21.4 | –    | 5.9  | 3.2  |  |  |  |  |  |  |  |

### Preferencias de voto
La siguiente tabla enumera las preferencias de voto en bruto (incluyendo blancos, viciados y sin respuesta) y no ponderadas.
|                               |                |      |      |      |      |      |      |      |      |     |  |  |  |  |  |
| Elecciones regionales de 2022 | 2 oct 2022     | —    | 30.0 | 27.2 | 11.4 | 9.7  | 3.0  | 18.7 | –    | 2.8 |  |  |  |  |  |
|                               |                |      |      |      |      |      |      |      |      |     |  |  |  |  |  |
| El Poder de La Gente          | 22–23 sep 2022 | 2600 | 18.8 | 17.1 | 20.7 | 14.3 | 10.6 | 8.2  | 10.3 | 4.2 |  |  |  |  |  |
| El Poder de La Gente          | 10–11 sep 2022 | 2400 | 19.7 | 16.5 | 17.7 | 6.1  | 6.6  | –    | 33.4 | 2.0 |  |  |  |  |  |
| Pulso Nacional                | 22–30 ago 2022 | 600  | 27.1 | 18.4 | 14.9 | 15.2 | 12.3 | 4.7  | 7.4  | 8.7 |  |  |  |  |  |
| Pentamarketing Perú           | 20–21 ago 2022 | 800  | 18.5 | 15.6 | 22.7 | 12.3 | 8.2  | 7.7  | 15.0 | 4.2 |  |  |  |  |  |
| Luna Consultores/Cadena Sur   | 20–22 jul 2022 | 1000 | 12.1 | 10.4 | 10.8 | 9.3  | 9.3  | 16.9 | 18.7 | 1.3 |  |  |  |  |  |
| Videre                        | 25–29 jun 2022 | 600  | 13.0 | 4.0  | 10.0 | 2.0  | 3.0  | 12.0 | 51.0 | 3.0 |  |  |  |  |  |
| Luna Consultores/Cadena Sur   | 11–13 jun 2022 | 1000 | 9.0  | 3.8  | 7.6  | 2.0  | 7.4  | 37.7 | 13.6 | 1.4 |  |  |  |  |  |
| Pentamarketing Perú           | 11–12 jun 2022 | 500  | 18.4 | 10.8 | 23.0 | 3.2  | 2.4  | –    | 31.6 | 4.6 |  |  |  |  |  |
| El Poder de La Gente          | 26–27 may 2022 | 826  | 23.3 | 20.5 | 18.4 | –    | 5.1  | 2.5  | 11.6 | 2.8 |  |  |  |  |  |

## Resultados

### Gobierno Regional de Ica
|                      | Jorge Hurtado Herrera  | Uno por Ica (U)                                 | 161,991 | 36.88 |  |  |  |
|                      | Juan Mendoza Uribe     | Alianza para el Progreso (APP)                  | 146,812 | 33.43 |  |  |  |
|                      | Javier Cornejo Ventura | Movimiento Regional Obras por la Modernidad (G) | 61,809  | 14.07 |  |  |  |
|                      | Alberto Oliva Corrales | Somos Perú (SP)                                 | 52,377  | 11.93 |  |  |  |
|                      | José Yamashiro Oré     | Fuerza Popular (FP)                             | 16,219  | 3.69  |  |  |  |
|                      |                        |                                                 |         |       |  |  |  |
| Total                | Total                  | Total                                           | 439,208 |       |  |  |  |
|                      |                        |                                                 |         |       |  |  |  |
| Votos válidos        | Votos válidos          | Votos válidos                                   | 439,208 | 81.31 |  |  |  |
| Votos en blanco      | Votos en blanco        | Votos en blanco                                 | 62,437  | 11.56 |  |  |  |
| Votos nulos          | Votos nulos            | Votos nulos                                     | 38,544  | 7.14  |  |  |  |
| Votos emitidos       | Votos emitidos         | Votos emitidos                                  | 540,189 | 81.43 |  |  |  |
| Abstenciones         | Abstenciones           | Abstenciones                                    | 123,163 | 18.57 |  |  |  |
| Votantes registrados | Votantes registrados   | Votantes registrados                            | 663,352 |       |  |  |  |
|                      |                        |                                                 |         |       |  |  |  |
| Fuente:              |                        |                                                 |         |       |  |  |  |

### Consejo Regional de Ica

#### Sumario general
|                        |                                                 |              |              |              |         |         |  |
| Partidos y coaliciones | Partidos y coaliciones                          | Voto popular | Voto popular | Voto popular | Escaños | Escaños |  |
| Partidos y coaliciones | Partidos y coaliciones                          | Votos        | %            | ±pp          | Total   | +/−     |  |
|                        | Uno por Ica (U)                                 | 135,210      | 31.34        | Nuevo        | 4       | +4      |  |
|                        | Alianza para el Progreso (APP)                  | 130,706      | 30.30        | n/a          | 6       | +6      |  |
|                        | Movimiento Regional Obras por la Modernidad (G) | 62,404       | 14.47        | –16.89       | 0       | –5      |  |
|                        | Somos Perú (SP)                                 | 56,033       | 12.99        | n/a          | 1       | +1      |  |
|                        | Renovación Popular (RP)                         | 31,505       | 7.30         | Nuevo        | 0       | ±0      |  |
|                        | Fuerza Popular (FP)                             | 15,533       | 3.60         | –8.66        | 0       | –1      |  |
|                        |                                                 |              |              |              |         |         |  |
| Total                  | Total                                           | 431,391      |              |              | 11      | +2      |  |
|                        |                                                 |              |              |              |         |         |  |
| Votos válidos          | Votos válidos                                   | 431,391      | 79.86        | +6.60        |         |         |  |
| Votos en blanco        | Votos en blanco                                 | 71,104       | 13.16        | –4.63        |         |         |  |
| Votos nulos            | Votos nulos                                     | 37,694       | 6.98         | –1.96        |         |         |  |
| Votos emitidos         | Votos emitidos                                  | 540,189      | 81.43        | –3.72        |         |         |  |
| Abstenciones           | Abstenciones                                    | 123,163      | 18.57        | +3.72        |         |         |  |
| Votantes registrados   | Votantes registrados                            | 663,352      |              |              |         |         |  |
|                        |                                                 |              |              |              |         |         |  |
| Fuente:                |                                                 |              |              |              |         |         |  |

#### Resultados por provincia
| Provincia | U       | U    | APP  | APP  | G    | G   | SP   | SP   | RP  | RP  | FP  | FP  |   |
| Provincia | %       | E    | %    | E    | %    | E   | %    | E    | %   | E   | %   | E   |   |
| --------- | ------- | ---- | ---- | ---- | ---- | --- | ---- | ---- | --- | --- | --- | --- | - |
| Provincia | Chincha | 24.6 | 1    | 36.6 | 2    | 9.3 | –    | 19.9 | 1   | 6.4 | –   | 3.1 | – |
| Ica       | 39.5    | 2    | 22.4 | 1    | 17.7 | –   | 5.7  | –    | 9.9 | –   | 4.8 | –   |   |
| Nasca     | 21.8    | –    | 30.2 | 1    | 14.3 | –   | 24.7 | –    | 6.7 | –   | 2.3 | –   |   |
| Palpa     | 22.5    | –    | 41.2 | 1    | 25.3 | –   | 8.3  | –    | 1.5 | –   | 1.2 | –   |   |
| Pisco     | 26.6    | 1    | 39.6 | 1    | 13.0 | –   | 16.0 | –    | 3.0 | –   | 2.2 | –   |   |
| Total     | 31.3    | 4    | 30.3 | 6    | 14.5 | –   | 13.0 | 1    | 7.3 | –   | 3.6 | –   |   |

### Autoridades electas
| Cargo                                   | Autoridad electa | Autoridad electa        | Partido político | Partido político         |
| --------------------------------------- | ---------------- | ----------------------- | ---------------- | ------------------------ |
| Gobernador Regional de Ica              |                  | Jorge Hurtado Herrera   |                  | Uno por Ica              |
| Vicegobernadora Regional de Ica         |                  | Luz Canales Trillo      |                  | Uno por Ica              |
| Consejero Regional de Ica (por Chincha) |                  | Ángel Macazana Ordoñez  |                  | Alianza para el Progreso |
| Consejera Regional de Ica (por Chincha) |                  | Jhasmyn Valentín Meza   |                  | Alianza para el Progreso |
| Consejero Regional de Ica (por Chincha) |                  | Washington Sotelo Luna  |                  | Uno por Ica              |
| Consejera Regional de Ica (por Chincha) |                  | Giuliana Napa Pérez     |                  | Somos Perú               |
| Consejero Regional de Ica (por Ica)     |                  | Luis Castro Makabe      |                  | Uno por Ica              |
| Consejera Regional de Ica (por Ica)     |                  | María Gamonal Ramos     |                  | Uno por Ica              |
| Consejero Regional de Ica (por Ica)     |                  | Rómulo Triveño García   |                  | Alianza para el Progreso |
| Consejera Regional de Ica (por Nasca)   |                  | Sara Torres Gutiérrez   |                  | Alianza para el Progreso |
| Consejero Regional de Ica (por Palpa)   |                  | Regis Blanco Tipismana  |                  | Alianza para el Progreso |
| Consejera Regional de Ica (por Pisco)   |                  | Anapaola Bendezú Flores |                  | Alianza para el Progreso |
| Consejero Regional de Ica (por Pisco)   |                  | Hernán Herrera Morán    |                  | Uno por Ica              |